# All-NBA Team 2000-2010
Cestisti inseriti nell'All-NBA Team per il periodo 2000-2010.

## Elenco
|           | Membri del Naismith Memorial Basketball Hall of Fame |
| Grassetto | NBA Most Valuable Player                             |

| Stagione  |                       |                        |                       |                        |                       |                        |
| Stagione  | 1º quintetto          | 1º quintetto           | 2º quintetto          | 2º quintetto           | 3º quintetto          | 3º quintetto           |
| Stagione  | Giocatore             | Squadra                | Giocatore             | Squadra                | Giocatore             | Squadra                |
| --------- | --------------------- | ---------------------- | --------------------- | ---------------------- | --------------------- | ---------------------- |
| 2000-2001 | Tim Duncan (4)        | San Antonio Spurs      | Kevin Garnett (3)     | Minnesota Timberwolves | Karl Malone (14)      | Utah Jazz              |
| 2000-2001 | Chris Webber (3)      | Sacramento Kings       | Vince Carter (2)      | Toronto Raptors        | Dirk Nowitzki         | Dallas Mavericks       |
| 2000-2001 | Shaquille O'Neal (8)  | Los Angeles Lakers     | Dikembe Mutombo (2)   | Philadelphia 76ers     | David Robinson (10)   | San Antonio Spurs      |
| 2000-2001 | Allen Iverson (3)     | Philadelphia 76ers     | Kobe Bryant (3)       | Los Angeles Lakers     | Gary Payton (8)       | Seattle SuperSonics    |
| 2000-2001 | Jason Kidd (3)        | Phoenix Suns           | Tracy McGrady         | Orlando Magic          | Ray Allen             | Milwaukee Bucks        |
| 2001-2002 | Tim Duncan (5)        | San Antonio Spurs      | Kevin Garnett (4)     | Minnesota Timberwolves | Ben Wallace           | Detroit Pistons        |
| 2001-2002 | Tracy McGrady (2)     | Orlando Magic          | Chris Webber (4)      | Sacramento Kings       | Jermaine O'Neal       | Indiana Pacers         |
| 2001-2002 | Shaquille O'Neal (9)  | Los Angeles Lakers     | Dirk Nowitzki (2)     | Dallas Mavericks       | Dikembe Mutombo (3)   | Philadelphia 76ers     |
| 2001-2002 | Jason Kidd (4)        | New Jersey Nets        | Gary Payton (9)       | Seattle SuperSonics    | Paul Pierce           | Boston Celtics         |
| 2001-2002 | Kobe Bryant (4)       | Los Angeles Lakers     | Allen Iverson (4)     | Philadelphia 76ers     | Steve Nash            | Dallas Mavericks       |
| 2002-2003 | Tim Duncan (6)        | San Antonio Spurs      | Dirk Nowitzki (3)     | Dallas Mavericks       | Paul Pierce (2)       | Boston Celtics         |
| 2002-2003 | Kevin Garnett (5)     | Minnesota Timberwolves | Chris Webber (5)      | Sacramento Kings       | Jamal Mashburn        | New Orleans Hornets    |
| 2002-2003 | Shaquille O'Neal (10) | Los Angeles Lakers     | Ben Wallace (2)       | Detroit Pistons        | Jermaine O'Neal (2)   | Indiana Pacers         |
| 2002-2003 | Kobe Bryant (5)       | Los Angeles Lakers     | Jason Kidd (5)        | New Jersey Nets        | Stephon Marbury (2)   | Phoenix Suns           |
| 2002-2003 | Tracy McGrady (3)     | Orlando Magic          | Allen Iverson (5)     | Philadelphia 76ers     | Steve Nash (2)        | Dallas Mavericks       |
| 2003-2004 | Kevin Garnett (6)     | Minnesota Timberwolves | Jermaine O'Neal (3)   | Indiana Pacers         | Dirk Nowitzki (4)     | Dallas Mavericks       |
| 2003-2004 | Tim Duncan (7)        | San Antonio Spurs      | Peja Stojaković       | Sacramento Kings       | Ron Artest            | Indiana Pacers         |
| 2003-2004 | Shaquille O'Neal (11) | Los Angeles Lakers     | Ben Wallace (3)       | Detroit Pistons        | Yao Ming              | Houston Rockets        |
| 2003-2004 | Kobe Bryant (6)       | Los Angeles Lakers     | Sam Cassell           | Minnesota Timberwolves | Michael Redd          | Milwaukee Bucks        |
| 2003-2004 | Jason Kidd (6)        | New Jersey Nets        | Tracy McGrady (4)     | Orlando Magic          | Baron Davis           | New Orleans Hornets    |
| 2004-2005 | Tim Duncan (8)        | San Antonio Spurs      | LeBron James          | Cleveland Cavaliers    | Tracy McGrady (5)     | Houston Rockets        |
| 2004-2005 | Dirk Nowitzki (5)     | Dallas Mavericks       | Kevin Garnett (7)     | Minnesota Timberwolves | Shawn Marion          | Phoenix Suns           |
| 2004-2005 | Shaquille O'Neal (12) | Miami Heat             | Amar'e Stoudemire     | Phoenix Suns           | Ben Wallace (4)       | Detroit Pistons        |
| 2004-2005 | Allen Iverson (6)     | Philadelphia 76ers     | Dwyane Wade           | Miami Heat             | Kobe Bryant (7)       | Los Angeles Lakers     |
| 2004-2005 | Steve Nash (3)        | Phoenix Suns           | Ray Allen (2)         | Seattle SuperSonics    | Gilbert Arenas        | Washington Wizards     |
| 2005-2006 | LeBron James (2)      | Cleveland Cavaliers    | Elton Brand           | Los Angeles Clippers   | Shawn Marion (2)      | Phoenix Suns           |
| 2005-2006 | Dirk Nowitzki (6)     | Dallas Mavericks       | Tim Duncan (9)        | San Antonio Spurs      | Carmelo Anthony       | Denver Nuggets         |
| 2005-2006 | Shaquille O'Neal (13) | Miami Heat             | Ben Wallace (5)       | Detroit Pistons        | Yao Ming (2)          | Houston Rockets        |
| 2005-2006 | Kobe Bryant (8)       | Los Angeles Lakers     | Chauncey Billups      | Detroit Pistons        | Allen Iverson (7)     | Philadelphia 76ers     |
| 2005-2006 | Steve Nash (4)        | Phoenix Suns           | Dwyane Wade (2)       | Miami Heat             | Gilbert Arenas (2)    | Washington Wizards     |
| 2006-2007 | Dirk Nowitzki (7)     | Dallas Mavericks       | LeBron James (3)      | Cleveland Cavaliers    | Kevin Garnett (8)     | Minnesota Timberwolves |
| 2006-2007 | Tim Duncan (10)       | San Antonio Spurs      | Chris Bosh            | Toronto Raptors        | Carmelo Anthony (2)   | Denver Nuggets         |
| 2006-2007 | Amar'e Stoudemire (2) | Phoenix Suns           | Yao Ming (3)          | Houston Rockets        | Dwight Howard         | Orlando Magic          |
| 2006-2007 | Steve Nash (5)        | Phoenix Suns           | Gilbert Arenas (3)    | Washington Wizards     | Dwyane Wade (3)       | Miami Heat             |
| 2006-2007 | Kobe Bryant (9)       | Los Angeles Lakers     | Tracy McGrady (6)     | Houston Rockets        | Chauncey Billups (2)  | Detroit Pistons        |
| 2007-2008 | Kevin Garnett (9)     | Boston Celtics         | Dirk Nowitzki (8)     | Dallas Mavericks       | Carlos Boozer         | Utah Jazz              |
| 2007-2008 | LeBron James (4)      | Cleveland Cavaliers    | Tim Duncan (11)       | San Antonio Spurs      | Paul Pierce (3)       | Boston Celtics         |
| 2007-2008 | Dwight Howard (2)     | Orlando Magic          | Amar'e Stoudemire (3) | Phoenix Suns           | Yao Ming (4)          | Houston Rockets        |
| 2007-2008 | Kobe Bryant (10)      | Los Angeles Lakers     | Steve Nash (6)        | Phoenix Suns           | Tracy McGrady (7)     | Houston Rockets        |
| 2007-2008 | Chris Paul            | New Orleans Hornets    | Deron Williams        | Utah Jazz              | Emanuel Ginóbili      | San Antonio Spurs      |
| 2008-2009 | Dirk Nowitzki (9)     | Dallas Mavericks       | Tim Duncan (12)       | San Antonio Spurs      | Carmelo Anthony (3)   | Denver Nuggets         |
| 2008-2009 | LeBron James (5)      | Cleveland Cavaliers    | Paul Pierce (4)       | Boston Celtics         | Pau Gasol             | Los Angeles Lakers     |
| 2008-2009 | Dwight Howard (3)     | Orlando Magic          | Yao Ming (5)          | Houston Rockets        | Shaquille O'Neal (14) | Phoenix Suns           |
| 2008-2009 | Kobe Bryant (11)      | Los Angeles Lakers     | Brandon Roy           | Portland Trail Blazers | Chauncey Billups (3)  | Denver Nuggets         |
| 2008-2009 | Dwyane Wade (4)       | Miami Heat             | Chris Paul (2)        | New Orleans Hornets    | Tony Parker           | San Antonio Spurs      |
| 2009-2010 | Kevin Durant          | Oklahoma City Thunder  | Carmelo Anthony (4)   | Denver Nuggets         | Tim Duncan (13)       | San Antonio Spurs      |
| 2009-2010 | LeBron James (6)      | Cleveland Cavaliers    | Dirk Nowitzki (10)    | Dallas Mavericks       | Pau Gasol (2)         | Los Angeles Lakers     |
| 2009-2010 | Dwight Howard (4)     | Orlando Magic          | Amar'e Stoudemire (4) | Phoenix Suns           | Andrew Bogut          | Milwaukee Bucks        |
| 2009-2010 | Kobe Bryant (12)      | Los Angeles Lakers     | Steve Nash (7)        | Phoenix Suns           | Joe Johnson           | Atlanta Hawks          |
| 2009-2010 | Dwyane Wade (5)       | Miami Heat             | Deron Williams (2)    | Utah Jazz              | Brandon Roy (2)       | Portland Trail Blazers |